# Bizerba
Die Bizerba SE & Co. KG ist ein deutscher Hersteller von Waagen mit Hauptsitz in Balingen in Baden-Württemberg. Außerdem stellt das Unternehmen unter anderem Schneidemaschinen, Preisauszeichnungs- und Kennzeichnungssysteme her.
Neben dem Werk in Balingen hat Bizerba Produktionsstätten in Meßkirch, Bochum, Shanghai und an weiteren ausländischen Standorten.
Der Markenname Bizerba ist ein Kofferwort aus Bizer und Balingen. Die Marke wird seit 1925 verwendet. Seit 1936 trägt auch das Unternehmen den Namen Bizerba.

## Geschichte

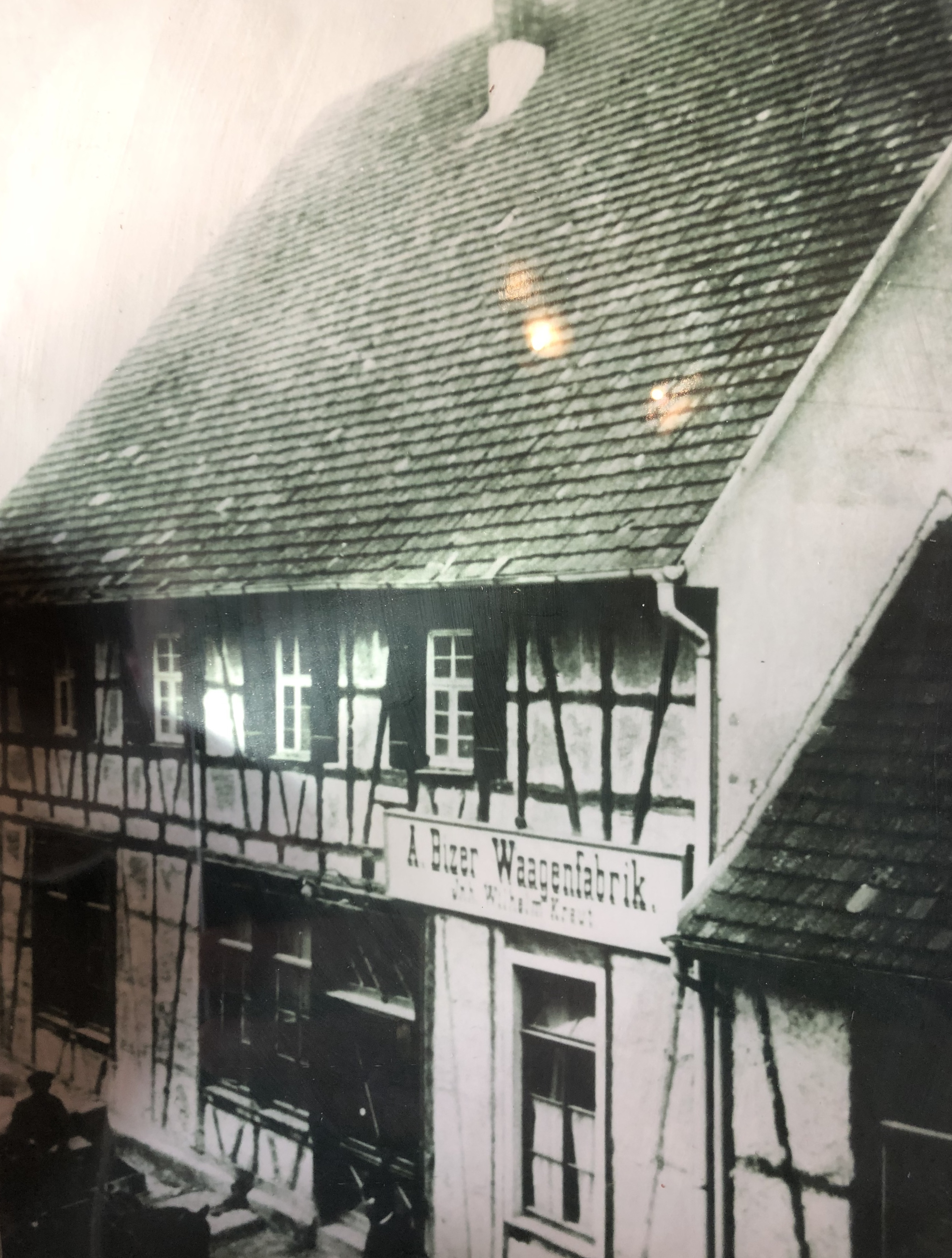
Waagenfabrik A. Bizer

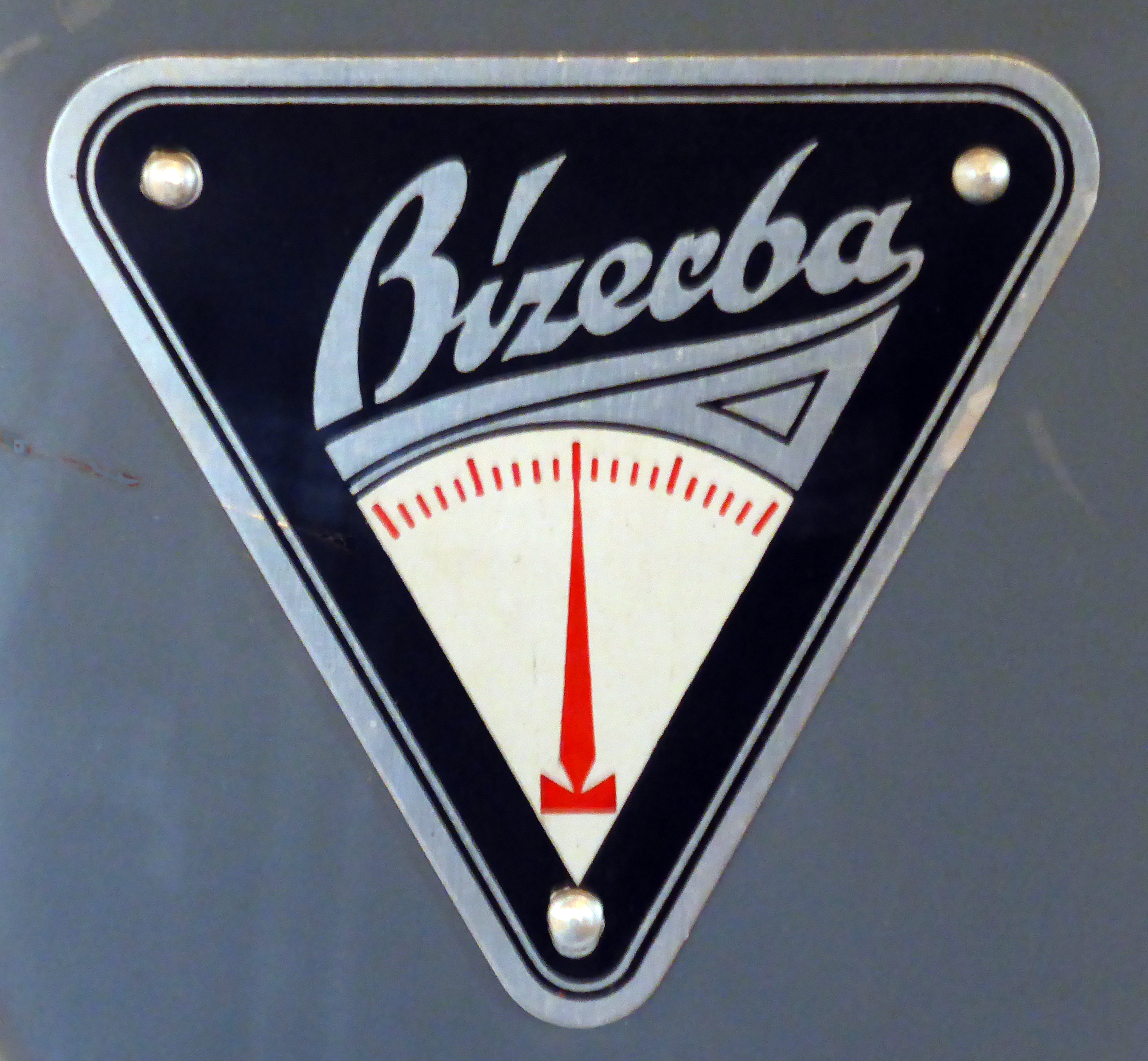
Markenschild um 1930

Das Unternehmen wurde 1866 durch den Mechanikermeister Andreas Bizer (* 2. September 1839; † 7. Dezember 1914) gegründet und schloss die schon bestehende Waagenbauwerkstätte Gebrüder Bizer ein, die schon Jahre zuvor Waagen gebaut hatte. 1868 wurde das Unternehmen von Ebingen nach Balingen verlegt. Im Jahr 1906 verkaufte Andreas Bizer die Firma (A. Bizer, Fabrikation von Brücken-, Tisch- und Balkenwaagen) für 25.474 Goldmark an seinen Schwiegersohn Wilhelm Kraut senior. Dieser legte den Firmennamen A. Bizer nicht ab. Der Name ging durch einen handelsgerichtlichen Eintrag auf ihn über, ergänzt um den Zusatz Inhaber Wilhelm Kraut.
1923 trat Wilhelm Kraut junior mit gerade mal 17 Jahren in die Unternehmensleitung mit ein.
Der Durchbruch für die Firma kam 1924 mit der Entwicklung der Neigungsschaltgewichtswaage, mit einem Wägebereich bis 5 kg, ohne dass mit losen Gewichten hantiert werden musste. Bei Gewichten über 1 kg konnte der neue Wägebereich durch einen Drehgriff am Gehäuse zugeschaltet werden. Diese neue, im Jahr 1925 patentierte Waage kam im selben Jahr unter dem Namen Bizerba auf den Markt. Nachdem diese Waage es mit großem Erfolg zum Marktführer geschafft hatte, wurde 1936 beschlossen, das Unternehmen ab nun wie die Waage „Bizerba“ zu nennen.
1964 übernahm Günter Kraut (* 1937; † 1995) die Unternehmensleitung und führte das Unternehmen bis zu seinem plötzlichen Tod 1995. In den Jahren 1994/1995 wurden zum ersten Mal in der Unternehmensgeschichte Anteile der Firma an externe Investoren verkauft, unter anderem wurden 20 % von Bizerba an die BWK Unternehmensbeteiligungsgesellschaft verkauft. 2013 wurden die Anteile der BWK Unternehmensbeteiligungsgesellschaft wieder zurückgekauft. Und im Jahr 2016 wurden auch die Anteile der Zurich Deutscher Herold Lebensversicherung AG zurückgekauft, sodass das Unternehmen wieder voll im Familienbesitz ist.
2011 übernahm in fünfter Generation Andreas Wilhelm Kraut die Unternehmensleitung, nachdem die letzten 16 Jahre zum ersten Mal in der Unternehmensgeschichte kein Mitglied der Familie die Leitung innehatte.

## Konzernstruktur
Die Kommanditanteile der Bizerba SE & Co. KG liegen zu 100 % in den Händen der Gründerfamilie Kraut. Gesellschafterin Nicole Hoffmeister-Kraut ist Wirtschaftsministerin des Landes Baden-Württemberg im Kabinett Kretschmann III.
Zum Konzern Bizerba gehören folgende Tochterunternehmen:
- Bizerba Financial Services GmbH (früher BLG Bizerba Leasing GmbH)
- Bizerba Kapitalverwaltung GmbH
- BIGEFA (Bizerba Geschenke-, Fabrikations- und -Handels Gesellschaft mbH; Musterunternehmen für die Auszubildenden)
- Bizerba interactive GmbH
- Bizerba Labels & Consumables GmbH (Bochum)
- 41 lokale Vertriebsgesellschaften (z. B. in USA, Kanada, Argentinien, Frankreich, Indien)

## Geschäftsstellen und Produktionsstätten

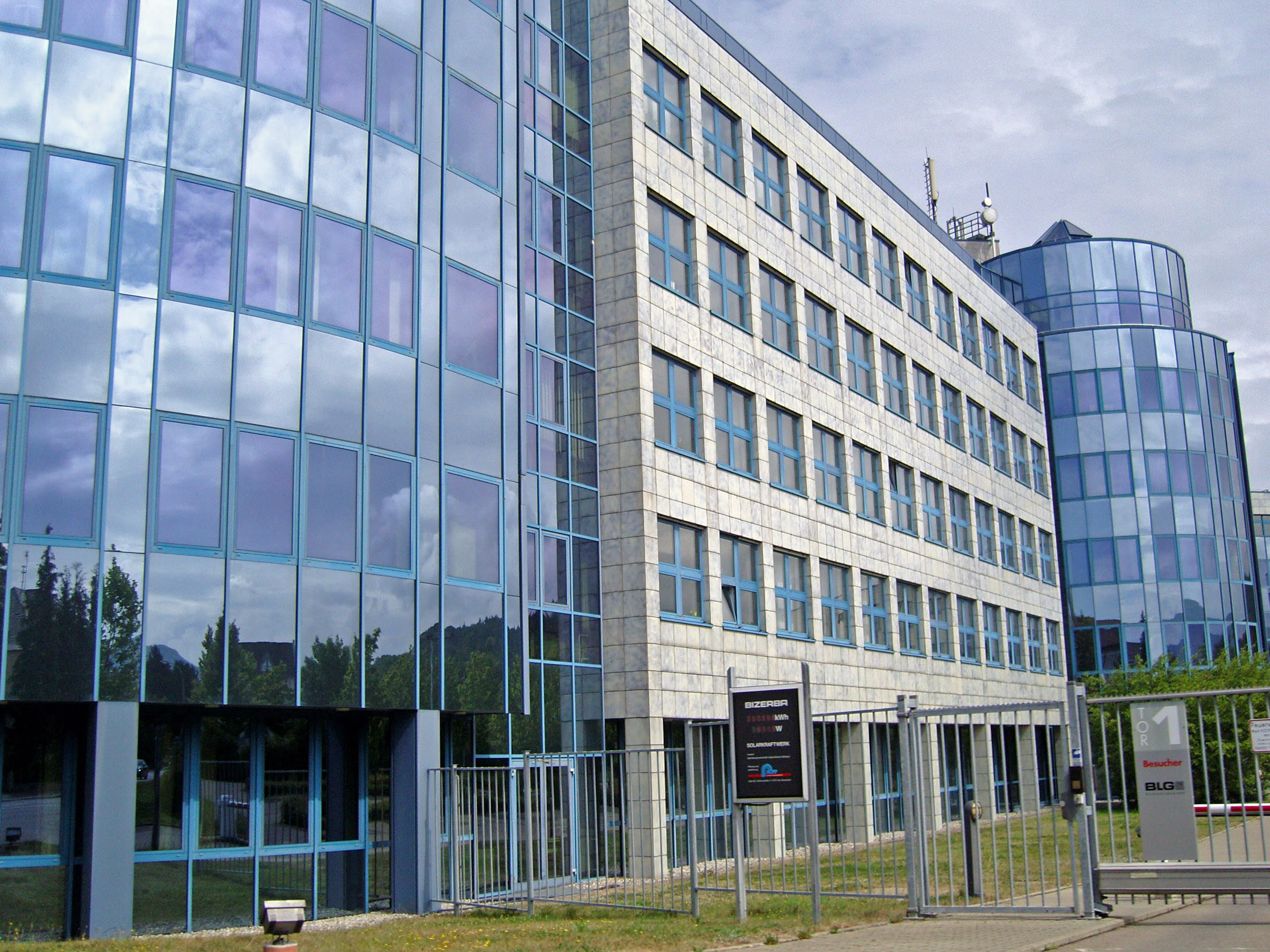
Hauptgebäude Balingen

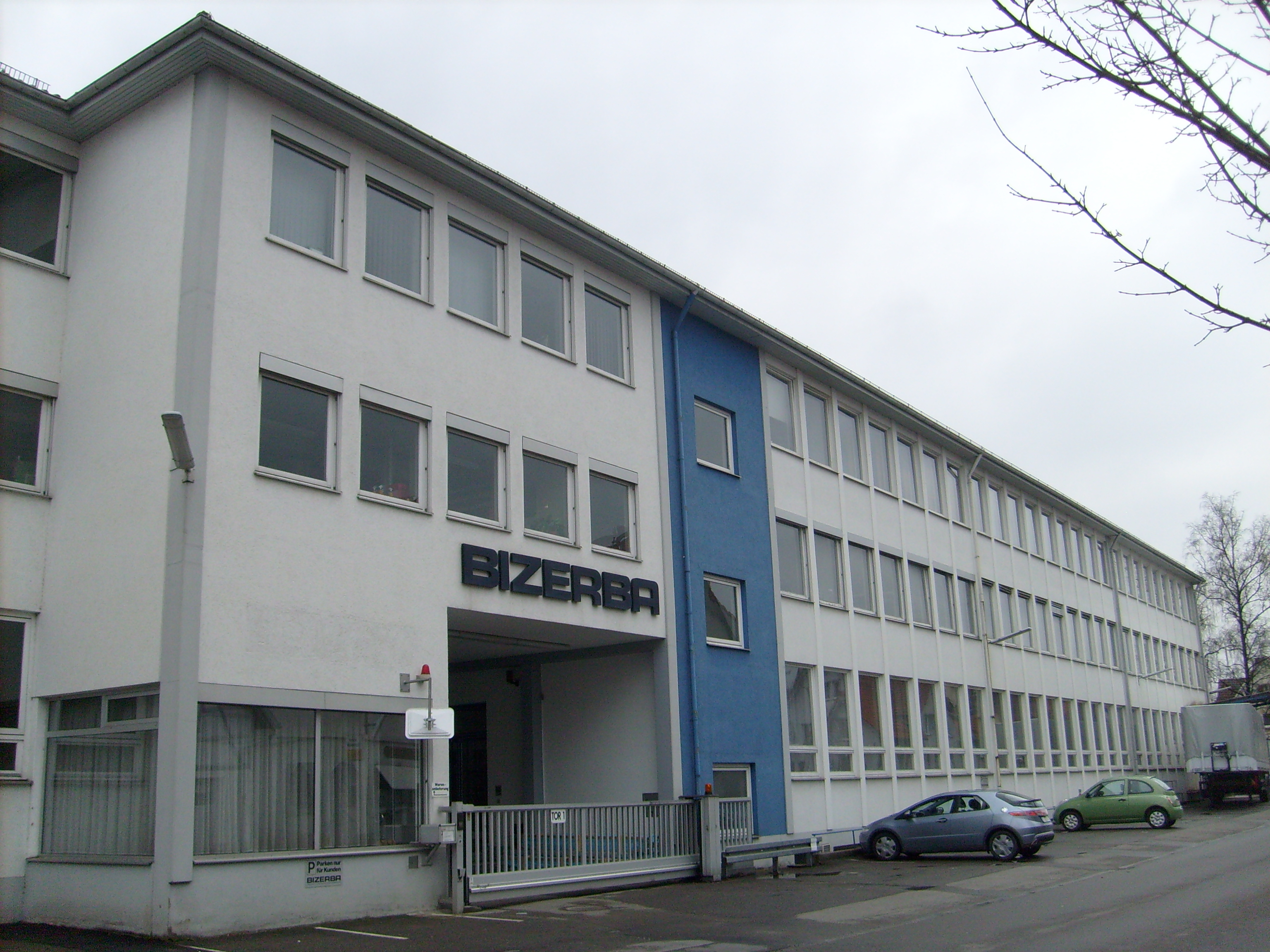
Produktionsstätte Meßkirch

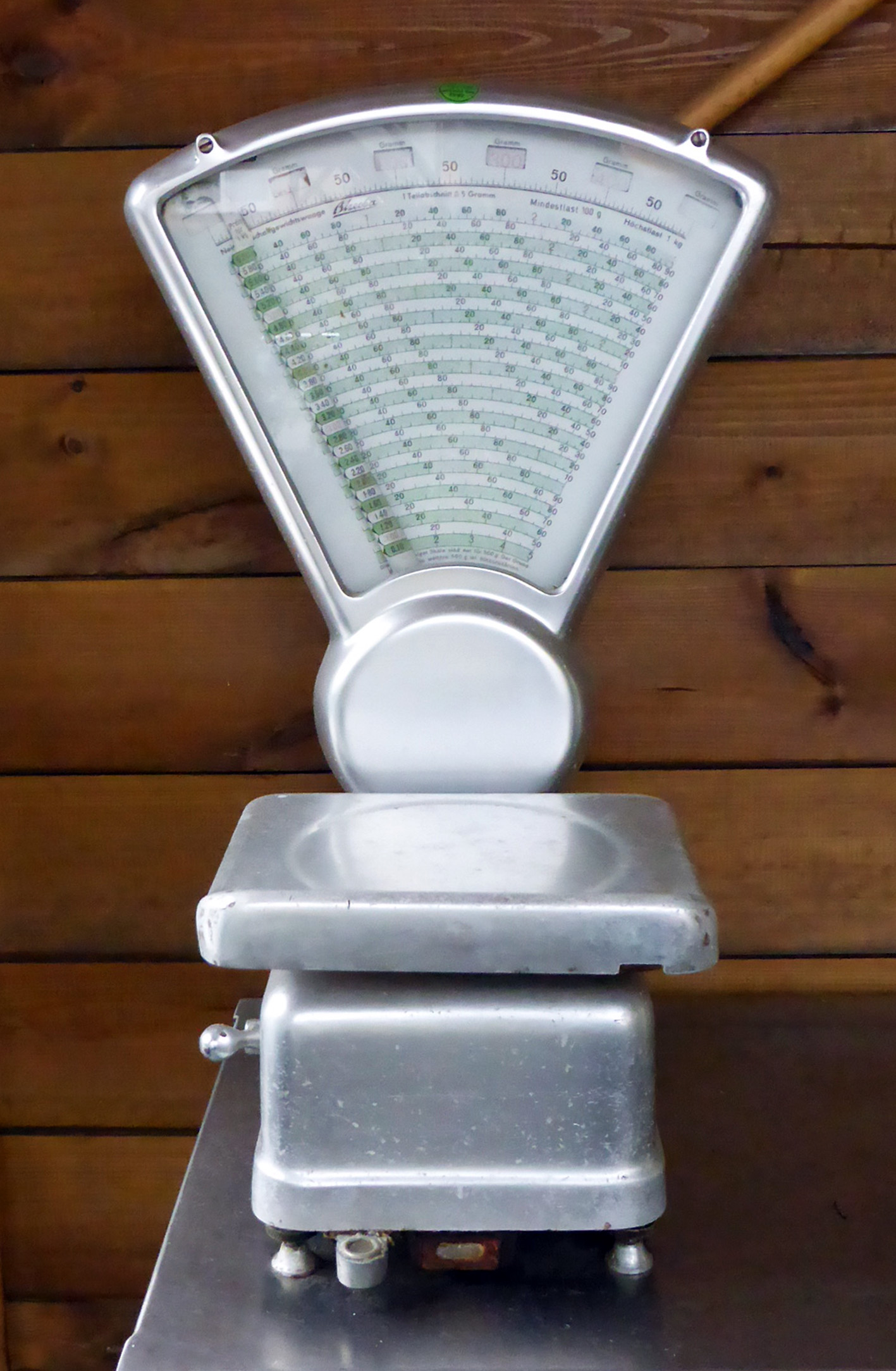
Historische Bizerba-Waage

Bizerba hat 41 Beteiligungen im Ausland und ist in 120 Ländern präsent. Die eigenen Produktionsstätten befinden sich in Deutschland in Balingen, Meßkirch und Bochum, in Österreich in Wien, in der Schweiz in Mendrisio, in Italien in Mailand, in China in Shanghai und in den USA in Joppa.
 Balingen
Die Produktionsstätte in Balingen beschäftigt gut 1000 Mitarbeiter und produziert unter anderem:
- Wäge- und Kommunikationstechnik für Handel und Handwerk
- Statische und dynamische Wäge- und Informationstechnik für die Industrie
- Software für e-Managementsysteme
- Logistik-, Preis- und Warenkennzeichnungssysteme

 Meßkirch
In Meßkirch werden hauptsächlich die sogenannten Food-Service-Maschinen gefertigt (Schneidemaschinen, Fleischwölfe, Brotschneidemaschinen usw.)
 Hildesheim
In Hildesheim werden hauptsächlich Kontrollwaagen hergestellt.
 Bochum
In Bochum werden speziell die Papier- und Etikettenträger für die Bizerba-Produkte gefertigt und gedruckt. Hauptsitz der Bizerba Labels & Consumables GmbH.
 Haan
In Haan befindet sich der Hauptsitz der Bizerba interactive GmbH.
 Shanghai
In Shanghai befindet sich der Sitz der Tochter Bizerba Weigh Tech, hier werden Waagen für den asiatischen Markt gefertigt.
 Mailand
 Trimmis
Produktion von Wäge- und Fördersystemen.
 Wien
 Joppa (Maryland)

## Geschäftsfelder

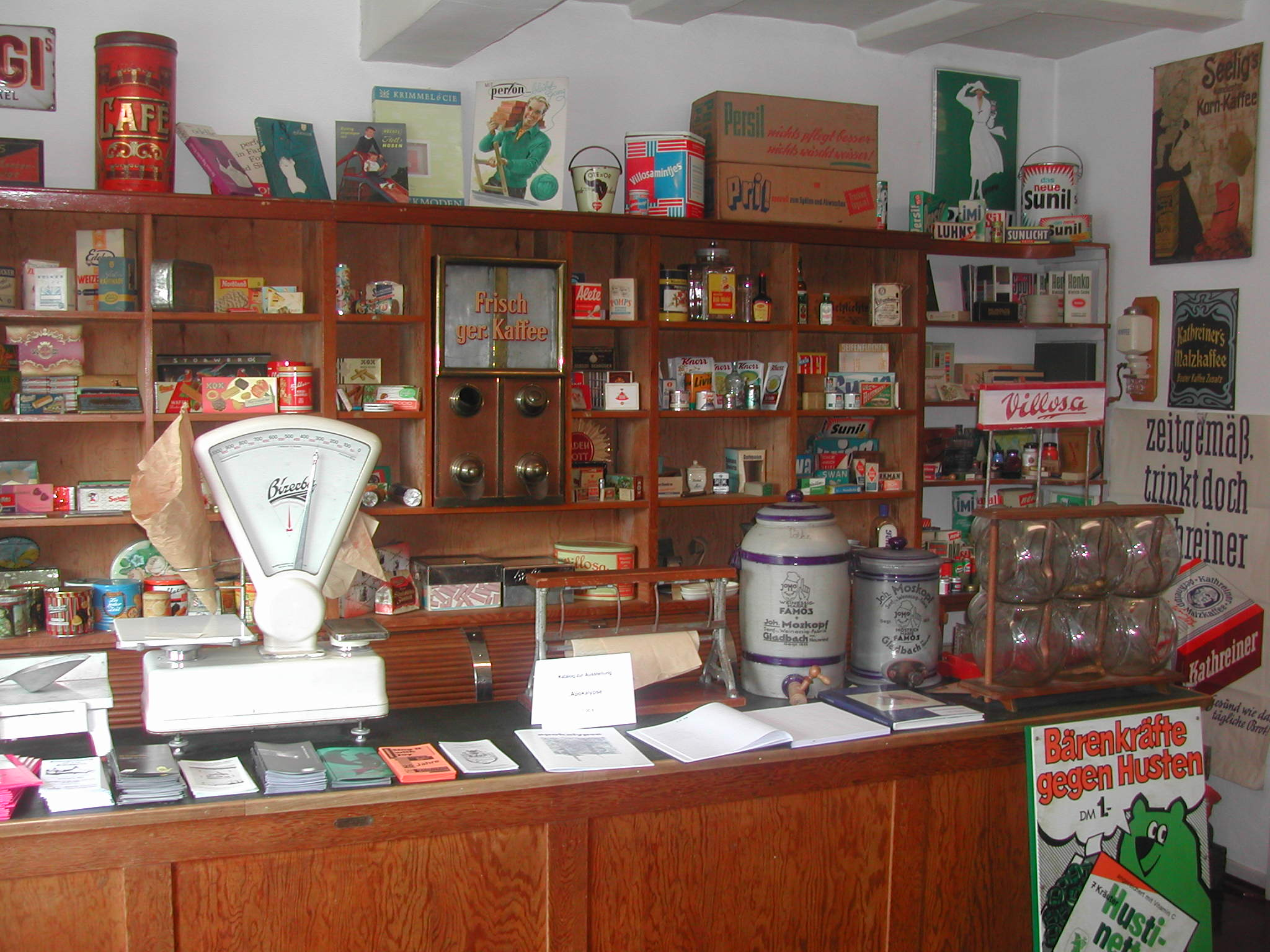
Bizerba-Waage im Stadtmuseum Bad Berleburg

Das Unternehmen entwickelt und fertigt Waagen:
- Kompakt- und Präzisionswaagen
- Ladenwaagen
- Industrielle Wäge- und Datentechnik
- Kontrollwaagen

Weiterhin werden Schneidemaschinen, Maschinen zur Fleischverarbeitung, Etiketten, Etikettendrucker und Preisauszeichnungssysteme, Warenwirtschaftssysteme, Logistik- und Versandsysteme, Inspektionssysteme (Metalldetektoren, Röntgengeräte) sowie Industriebetriebs-Software hergestellt.

## Film
- Ganz präzise! – Bizerba, der Waagen-Hersteller. Dokumentarfilm, Deutschland, 2015, 29:10 Min., Buch und Regie: Beate Metschies, Produktion: SWR, Reihe: made in Südwest, Erstsendung: 8. Juli 2015 bei SWR, Inhaltsangabe von ARD, online-Video.